# 15 cm sFH 13
150-мм важка польова гаубиця sFH 13 (нім. 15-cm-schwere Feldhaubitze 13) — німецька важка польова гаубиця часів Першої та Другої світових воєн. Артилерійська система використовувалася насамперед у складі кайзерівської армії у Першій світовій війні, згодом перебувала на озброєнні рейхсверу та вермахту. Серед інших операторів були Османська імперія, Бельгія та Нідерланди. Розробка системи розпочалася у 1913 році німецькою фірмою Krupp, а виробництво здійснювалося спільними зусиллями Krupp, Rheinmetall та Spandau. Гаубиця використовувалася з 1914 по 1945 рік.

## Зміст
150-мм важка польова гаубиця sFH 13 була розвитком попередньої стандартної гаубиці, 15 cm sFH 02. Удосконалення включали подовжений ствол, що дозволило збільшити дальність стрільби, і гарматний щит для захисту екіпажу. Варіантами гаубиці були: оригінальний «kurz» (L/14 — 14-каліберна версія з коротким стволом), lg. sFH13 з подовженим стволом; та версія з незначними модифікаціями для спрощення виробництва під час війни.
Спочатку у гаубиці були серйозні проблеми через слабкість пружин противідкотних механізмів, які могли зламатися при стрільбі, і розривами каналів ствола гармат. Проблеми були вирішені завдяки постійним удосконаленням та модернізації. Підваріантом sFH 13 був lg. 15 cm sFH 13/02, який поєднував довгий ствол із лафетом попередньої гаубиці sFH 02, коли ці гармати застаріли й були зняті з озброєння. Щит гармати sFH 13/02 не мав шарнірного кріплення вгорі і використовував лише гідропружинну систему віддачі. Приблизно 1000 зразків такого типу було випущено, і різниця була лише у вазі, що становило 40 кг.
Оскільки на той час виготовлення стволів для важкої артилерії займало близько року, перші батареї планувалося оснастити цією гаубицею приблизно з жовтня 1914 року. Коли 1 серпня 1914 року почалася Перша світова війна, кайзерівська артилерія розпочала бойові дії виключно з sFH 02. Перші sFH 13 були приписані до XXII., XXIII., XXIV і XXV. резервних корпусів, які були новостворені в жовтні 1914 року. Кожен з цих чотирьох резервних корпусів отримав батарею з чотирьох sFH 13. 6-та баварська резервна дивізія, яка розгорталася одночасно, також отримала дивізіон з чотирьох sFH 13. На початку 1915 року 35 артилерійських батарей уже були озброєні sFH 13 і замінили sFH 02 у цих формуваннях, а також 150-мм важку польову гаубицю sFH 93.
Загалом під час Першої світової війни було випущено 3409 sFH 13, з яких 1352 були зроблені Krupp. У ході війни гармата була частково замінена наступною моделлю, важкою польовою гаубицею sFH 13. Однак у жовтні 1918 року 124 батареї все ще були оснащені sFH 13, з кількістю 4 гармати на підрозділ.
До кінця війни гаубиця перебувала на озброєнні Німецької імперії. Після Версальського миру більшість цих систем було передано Бельгії та Нідерландам як військові репарації (у Бельгії вони отримали найменування Obusier de 150 L/17).
До 1933 року вона залишалася єдиним типом важкої артилерійської системи, яку німці приховували. Станом на 1 вересня 1939 року у вермахті лічилося 696 таких гаубиць. На початковому етапі Другої світової війни батареї цих гаубиць брали участь в артилерійських обстрілах у ході вторгнення до Голландії, Бельгії, Франції та Люксембургу. Захоплені трофейні гаубиці отримали кодові позначення 15 cm sFH 409(b) (бельгійські) та 15 cm sFH 406(h) (голландські).
У червні 1942 року 30 польових гармат було встановлено на САУ 15 cm sFH 13/1(SF) auf GW Lorraine Schlepper (f), перероблених із французьких трофейних бронетранспортерів Lorraine 37L, які у липні-серпні вирушили до Північної Африки. У липні було перероблено ще 64 машини. Станом на 1 серпня 1942 року у Вермахті перебувало 94 машини. У листопаді списали 19 систем. Станом на 1 лютого 1943 року залишалося 75 САУ. У лютому 1943 року було списано ще 12 штук. На початку 1944 року у військах лічилося 63 САУ. Частину отримала новосформована влітку 1943 року 21-ша танкова дивізія, що брала участь у Нормандській операції. На той момент у Франції участь у боях брало щонайменше 54 САУ.

## Зброя схожа за ТТХ та часом застосування
- 15-см важка польова гаубиця М.14
- 15-см важка гаубиця М.15
- 150-мм важка польова гармата M. 94
- 150-мм гаубиця BL 6-inch 26 cwt
- 150-мм гаубиця BL 6-inch 30 cwt
- 150-мм польова гаубиця Obice da 149/12
- 152-мм гаубиця зразка 1909 року
- 152-мм польова гаубиця зразка 1910 року
- 155-мм гаубиця CTR modèle 1904
- 155-мм польова гаубиця modèle 1915 St. Chamond
- 155-мм польова гаубиця modèle 1917 Schneider
- 150-мм важка гаубиця Тип 4
- 150-мм важка гаубиця Тип 38